# Juan Boscán
Juan Boscán Almogávar vagy Joan Boscà i Almogàver (Barcelona, 1495. – Barcelona, 1542. szeptember 21.) spanyol költő.

## Élete
Gazdag patricius család sarjaként született. Egy ideig Katolikus Ferdinánd hadseregében szolgált, majd nagy utazásokat tett külföldön és 1519-ben hazatérve annyira megnyerte V. Károly kegyét, hogy a király az albai herceg nevelését rábízta. Utolsó éveit szülővárosában töltötte. Első költeményeit még az ókasztiliai dalok egyszerű modorában írta, azonban később belemélyedve Petrarca, Dante és a régi klasszikusok szellemébe, verseiben nagyobb súlyt fektetett az olasz elegánciára, a forma helyes voltára. Nagy érdeme, hogy ő vezette be a spanyol költészetbe az olasz költői műfajokat, a canhet, a terziniát stb., nemkülönben a nyolcas rímet. Boscán használta egyszersmind először Spanyolországban a rím nélküli jambust is. Művei (Obras) először Barcelonában jelentek meg 1543-ban.